# 아비페스

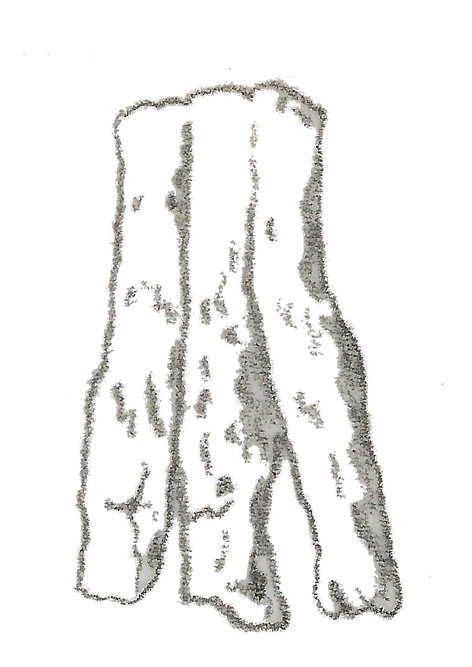
아비페스의 발

아비페스(Avipes dillstedtianus)는 악어목 피토사우루스과에 속하는 악어이다. 지금은 멸종된 악어로 몸길이가 4~6m인 거대한 악어에 속한다.

## 특징
아비페스는 다른 피토사우루스과의 악어들처럼 부분적으로 확장된 두개골과 뼈를 가진 것이 특징이다. 수중에서의 수영에 적합하도록 발이 물갈퀴의 모습으로 진화가 되었으며 앞다리에 비해 뒷다리가 더욱 긴 특징을 가지고 있다. 분류학적으로 따지면 아비페스는 멸종된 아코사우루스의 속들 중 가운데 트라이아스기 후기의 기간 동안 살았던 단일 종들을 가르킨다. 이비페스 딜스테디아누스로 표현한 것의 아비페스(의미"발 조류")는 악어의 한 속이다. 유일하게 알려진 화석 표본의 일부를 발(중족골), Bedheim, 바이마르 독일의 Lettenkohlensandstein(사암의 한 형태)의 퇴적물에서 발견되었다. Avipes 1932년에 최초로 발견된 이후 에네에 의해서 이름이 지어졌다. 원래는 실러러 소르 또는 크라토사우루스과로 분류되어 졌으나 화석 표본을 새로이 연구한 연구진들은 아코사우루스보다 Rauhut과 Hungerbuhler에 의해 불확정한 것으로 2000년에 간주되었다. 특정에 할당할 불완전한 것을 발견했다. 양턱에는 20~25개의 날카로운 이빨들이 존재하며 이것을 통해 먹이를 붙잡거나 찢어서 먹이를 씹어 삼키는 용도로 사용했을 것으로 추정된다. 먹이로는 당대에 살았던 물고기, 갑각류와 같은 육식성의 먹이와 양치식물과 같은 채식성의 먹이를 모두 섭이했을 잡식성의 악어로 추정된다.

## 생존시기와 서식지와 화석의 발견
아비페스가 생존하던 시기는 중생대의 트라이아스기 후기로 지금으로부터 2억년전~1억 8000만년전에 생존했던 악어이다. 생존했던 시기에는 유럽을 중심으로 하는 강과 호수에서 주로 서식했던 악어이다. 화석의 발견은 1932년에 유럽의 트라이아스기에 형성된 지층에서 유럽의 고생물학자인 에네에 의해 처음으로 화석이 발견되어 새롭게 명명된 종이다.

## 같이 보기
- 악어
- 중생대
- 트라이아스기
- 파충류
- 화석